# یواس‌اس آچرنر (ای‌کی‌ای-۵۳)
یواس‌اس آچرنر (ای‌کی‌ای-۵۳) (به انگلیسی: USS Achernar (AKA-53)) یک کشتی بود که طول آن ۱۴۰ متر (۴۶۰ فوت) بود. این کشتی در سال ۱۹۴۳ ساخته شد.